# Xiayi
Der Kreis Xiayi (chinesisch 夏邑县, Pinyin Xiàyì Xiàn) ist ein Kreis der bezirksfreien Stadt Shangqiu in der chinesischen Provinz Henan. Er hat eine Fläche von 1.481 km² und zählt 865.100 Einwohner (Stand: Ende 2018). Sein Hauptort ist die Großgemeinde Chengguan (城关镇).

## Administrative Gliederung
Auf Gemeindeebene setzt sich der Kreis aus acht Großgemeinden und sechzehn Gemeinden zusammen. 